# Franco Columbu
Franco Columbu (8. srpna 1941 Ollolai – 30. srpna 2019 San Teodoro, Sardinie), přezdívaný „Sardinský Strongman“, byl americký profesionální kulturista italského původu, herec a dvojnásobný vítěz nejprestižnější kulturistické soutěže Mr. Olympia (1976 a 1981).

## Život
Franco Columbu se narodil na Sardinii. Svoji kariéru atleta začínal jako boxer, dále se pak věnoval olympijskému vzpírání, powerliftingu a později kulturistice. Se svojí výškou 165 centimetrů byl známý jako jeden z nejmenších a velmi úspěšných profesionálních kulturistů a také jako dobrý přítel a sparring partner Arnolda Schwarzeneggera, se kterým se seznámil v Německu. Byl dvojnásobným držitelem titulu Mr. Olympia z roku 1976 a 1981.
Živil se jako chiropraktik.